# Frida Vingren
Frida Maria Strandberg Vingren (9 de junho de 1891 - 30 de setembro de 1940), foi uma missionária pentecostal, enfermeira, jornalista, musicista, compositora, poetisa, articulista e tradutora sueca. Foi casada com o pastor Gunnar Vingren e co-fundadora das Assembleias de Deus no Brasil onde atuaram juntos.

## Biografia
Nascida no norte da Suécia, de uma família de crentes luteranos, Frida formou-se em Enfermagem, chegando a ser chefe da enfermaria do hospital onde trabalhava. Tornou-se membro da Igreja Filadélfia de Estocolmo, onde foi batizada nas águas pelo pastor Lewi Pethrus em 24 de janeiro de 1917. Pouco depois, recebeu o batismo no Espírito Santo.

## Missionária no Brasil
Após comunicar ao pastor Pethrus a chamada para o campo missionário brasileiro, Frida ingressou no Instituto Bíblico Sueco em Götabro, na província de Närke, mantido pela Associação Evangélica da Pátria. Veio para o Brasil no ano de 1917, aos 26 anos.
Em uma das visitas de Gunnar Vingren, fundador da Assembleia de Deus no Brasil, à Suécia devido ao seu debilitado estado de saúde, ele conheceu Frida Strandberg, e se tornaram amigos. Frida casou-se com o pastor Gunnar em 16 de outubro de 1917, em Belém do Pará, numa cerimônia presidida pelo missionário Samuel Nyström, que mais tarde, viria a ser um de seus maiores inimigos. O casal teve seis filhos: Ivar, Rubem, Margit, Astrid, Bertil e Gunvor.
Em março de 1920, a missionária Frida Vingren foi acometida de malária, sofrendo terríveis ataques de febre. Depois de seu restabelecimento, ela enfrentou o problema de saúde do marido. A partir do final daquele ano, Gunnar Vingren começou a sofrer de esgotamento físico, em consequência da dedicação exclusiva ao trabalho missionário e das vezes que contraiu malária. Por esse motivo, o casal decidiu passar um período na Suécia. O retorno ao Pará ocorreu em fevereiro de 1923, quando Frida contava 30 anos.

## Mudança para o Rio de Janeiro
Depois de muitos anos no Pará, a família Vingren, decidiu ir para o Rio de Janeiro. Alugaram uma casa no bairro de São Cristóvão, na zona norte da cidade, onde foi inaugurada a primeira Assembleia de Deus no estado, visto que sofriam muitas perseguições no Pará.
Paulo Leivas Macalão juntou-se a esse primeiro grupo. A missionária Frida Vingren dirigia cultos, tanto no salão quanto ao ar livre; abriu frentes de trabalho em muitos lugares, liderou a obra social da igreja, bem como grupos de oração e de visitas, além de ser a primeira mulher a ensinar na Escola Bíblica Dominical.
Frida foi colaboradora dos jornais Boa Semente, O Som Alegre e Mensageiro da Paz, que substituiu os dois primeiros. Também escrevia e traduzia mensagens evangelísticas, doutrinárias e de exortação. Foi comentarista das Lições Bíblicas de Escola Bíblica Dominical. Além de escrever, Frida Vingren se dedicava à música. Cantava, tocava órgão, violão e compôs cerca de 23 hinos da Harpa Cristã.
O ministério de Frida, no entanto, desagradava a pastores suecos e brasileiros, dentre eles, o pastor Samuel Nyström, que não apoiava a ideia de que mulheres podem pregar, em correspondências com a igreja sueca, ele passava a ofender Frida, em todas as oportunidades que recebia. A primeira reunião que gerou a Convenção Geral das Assembleias de Deus no Brasil, em 1930, que restringiu o que mulheres podiam ou não fazer dentro do movimento. Frida, porém, mostrou-se contra este enquadramento e ardentemente pelejava com argumentos e versículos bíblicos, a favor dos ministérios femininos na Assembleia de Deus.

## Tentativa de voltar ao Brasil e morte
Depois de 15 anos dedicados ao ministério no Brasil, a família Vingren decidiu retornar à Suécia em setembro de 1932, devido às perseguições e às pressões sofridas. Dias antes da partida, a filha Gunvor morreu de uma infecção na laringe. No país natal, Gunnar Vingren também morre, um pouco depois de chegar à Europa. Frida tentou outra vez retornar ao Brasil, no entanto, a liderança brasileira passou a rejeitar suas solicitações de retorno. Lewi Pethrus, um dos maiores líderes da igreja pentecostal sueca e também um de seus muitos perseguidores, recusou definitivamente seu retorno. Quando tentava voltar ao Brasil por conta própria, embarcando primeiramente para Portugal, Frida foi impedida e detida na estação de trem de Estocolmo.
Em 12 de janeiro de 1935, Frida foi internada contra sua vontade em um hospital psiquiátrico de Estocolmo, sem ao menos diagnóstico de distúrbio mental. Lá, ela perdeu quase 40 quilos. Além disso, teve a guarda dos filhos retirada pela igreja e entregue aos seus parentes. Depois, Frida já muito doente e acamada, estava sendo cuidada pela sua filha Margit. A missionária faleceu aos 49 anos, em 30 de setembro de 1940, vítima de úlcera e câncer.

## Legado
Após sua morte, Frida teve sua história esquecida por décadas, mas depois reconhecida e aplaudida. Pois apesar das perseguições que enfrentou em sua vida, atualmente a denominação a que dedicou a vida reconhece "a liderança desta mulher pioneira e sua atuação foi de suma importância para a consolidação da Assembleia de Deus no Brasil". A Casa Publicadora das Assembleias de Deus lançou uma biografia sua, reconhecendo-a como "uma mulher cristã à frente do seu tempo".
Diversos trabalhos científicos também têm pesquisado sua trajetória, tanto no Brasil quanto na Suécia.

## Publicações
- Vingren, Ivar. Pionjärens dagbok: brasilienmissionären Gunnar Vingrens dagboksanteckningar. Estocolmo: L. Pethrus förl., 1968.
- Vingren, Ivar, Nyberg Gunilla, Alvarsson Jan-Åke, Johannesson Jan-Endy. Det började i Pará: svensk pingstmission i Brasilien. Estocolmo: Missionsinstitutet-PMU, 1994.